# Albentosa
Albentosa – gmina w Hiszpanii, w prowincji Teruel, w Aragonii, o powierzchni 68 km². W 2011 roku gmina liczyła 290 mieszkańców.